# Пляжный футбол на Африканских пляжных играх
Пляжный футбол на Африканских пляжных играх — соревнование по пляжному футболу среди мужских и женских команд, которое проводится в рамках Африканских пляжных игр. Является отборочным этапом на Всемирные пляжные игры.

## История
Пляжный футбол появился в программе Африканских пляжных игр на самом первом турнире, состоявшемся в 2019 году на острове Сал (Кабо-Верде). В рамках турнира были проведены соревнования среди мужских и женских команд. Первоначально в турнире среди мужских должны были сыграть 12 команд. Тем не менее на старт турнира вышли 8 сборных. Победителем турнира стал Сенегал, обыгравший в финале Марокко (4:1). Обе команды получили путёвки от Африки на Всемирные пляжные игры 2019 года, которые состоялись в Дохе. Женский турнир состоялся лишь в 2019 году. В нём приняли участие Алжир и Кабо-Верде. Победу после двух матчей праздновали последние, получив путёвку от Африки на Всемирные пляжные игры 2019 года.
В 2023 году на играх в тунисском городе Хаммамет было запланировано провести турнир среди 8 мужских команд, разбитых на две группы, однако из-за снятия с турнира Египта, Мадагаскара и Коморских остров формат турнира был перестроен. В итоге он прошёл в рамках одной группы, а две лучших команды получали путёвки на Всемирные пляжные игры 2023 года в Индонезии. Победителем турнира стало Марокко, а второе место занял Сенегал. В женском турнире должны были встретиться две команды: Кения и Кабо-Верде. Кабо-Верде отказалось от участия и единственную путёвку на Всемирные пляжные игры 2023 года без соревнований получила сборная Кении.

## Мужчины
| Год  | Место проведения | Уч | Золото  | Серебро | Бронза   | 4 место    |
| ---- | ---------------- | -- | ------- | ------- | -------- | ---------- |
| 2019 | Сал              | 8  | Сенегал | Марокко | Нигерия  | Кабо-Верде |
| 2023 | Хаммамет         | 5  | Марокко | Сенегал | Танзания | Кения      |

### Медальная таблица (мужчины)
| №     | Команда  | Золото | Серебро | Бронза | Всего |
| ----- | -------- | ------ | ------- | ------ | ----- |
| 1     | Сенегал  | 1      | 1       | 0      | 2     |
| 2     | Марокко  | 1      | 1       | 0      | 2     |
| 3     | Нигерия  | 0      | 0       | 1      | 1     |
| 3     | Танзания | 0      | 0       | 1      | 1     |
| Всего | Всего    | 2      | 2       | 2      | 6     |

## Женщины
| Год  | Место проведения | Уч | Золото     | Серебро | Бронза | 4 место |
| ---- | ---------------- | -- | ---------- | ------- | ------ | ------- |
| 2019 | Сал              | 2  | Кабо-Верде | Алжир   | —      | —       |

### Медальная таблица (женщины)
| №     | Команда    | Золото | Серебро | Бронза | Всего |
| ----- | ---------- | ------ | ------- | ------ | ----- |
| 1     | Кабо-Верде | 1      | 0       | 0      | 1     |
| 2     | Алжир      | 0      | 1       | 0      | 1     |
| Всего | Всего      | 1      | 1       | 0      | 2     |

## Общая медальная таблица
| №     | Команда    | Золото | Серебро | Бронза | Всего |
| ----- | ---------- | ------ | ------- | ------ | ----- |
| 1     | Сенегал    | 1      | 1       | 0      | 2     |
| 1     | Марокко    | 1      | 1       | 0      | 2     |
| 2     | Кабо-Верде | 1      | 0       | 0      | 1     |
| 3     | Алжир      | 0      | 1       | 0      | 1     |
| 4     | Нигерия    | 0      | 0       | 1      | 1     |
| 4     | Танзания   | 0      | 0       | 1      | 1     |
| Всего | Всего      | 3      | 3       | 2      | 8     |